# Виноградов, Вениамин Михайлович
Вениамин Михайлович Виноградов — конструктор боеприпасов, лауреат Сталинской премии 3-й степени (1946).

## Биография
В 1931 или 1932 г. окончил вуз по инженерной специальности.
В 1932—1938 работал в НИО Завода № 67 им. С. К. Тимошенко (Московский ремонтно-артиллерийский завод).
С 1938 по 1948 г. начальник отдела в ГСКБ-47.
В 1946—1947 совместно с Ф. В. Козловым разработал осколочный реактивный снаряд ОФРС-132 для системы M-13 («катюша»).
С ноября 1948 по январь 1951 г. начальник КБ-2 МСХМ (создание реактивной системы М-31А на дальность 6-7 км при кучности не хуже 1/100 дальности, разработка турбореактивного осколочно-фугасного снаряда М-140Ф).

## Награды и звания
Сталинская премия 1942 года — за создание бомбы для ночного воздушного фотографирования ФОТАБ-50-35.